# 铜河街道
铜河街道是中华人民共和国四川省乐山市沙湾区下辖的一个街道办事处。2019年12月，设立铜河街道，将沙湾镇绥山社区、沫水社区、南陵社区、乐轧社区、观峨社区、农场村和嘉农镇嘉农社区1组、新都村所属行政区域划归铜河街道管辖。

## 行政区划
铜河街道下辖以下村级行政区划单位：
南陵社区、绥山社区、观峨社区、农场社区、新都村。